# Fête de diplôme
Fête de diplôme (titre original : Graduation Afternoon) est une nouvelle de Stephen King publiée pour la première fois en 2007 dans le magazine britannique Postscripts, puis incluse dans le recueil Juste avant le crépuscule en 2008.

## Résumé
Janice, jeune femme originaire d'un milieu modeste, se rend chez son petit ami Buddy, qui vient quant à lui d'une famille très riche, pour fêter leur diplôme.